# Coupe de France de hockey sur glace
La Coupe de France de hockey sur glace est une compétition opposant les clubs français de hockey sur glace de différents niveaux (Ligue Magnus, division 1, division 2, division 3) en élimination directe. Elle est créée en 1975 (ou 1968 d'après le site de la Fédération française) mais n'est disputée de façon annuelle que depuis 2002.
Depuis la saison 2006-2007, le trophée remis au vainqueur porte le nom de « Trophée Pete-Laliberté », en l'honneur de Gaëtan « Pete » Laliberté, mort en 2006.
Dès 2023, le « Trophée Pete-Laliberté », remis aux vainqueurs de la Coupe de France, change de design avec une représentation en forme de crosses.

## Résultats

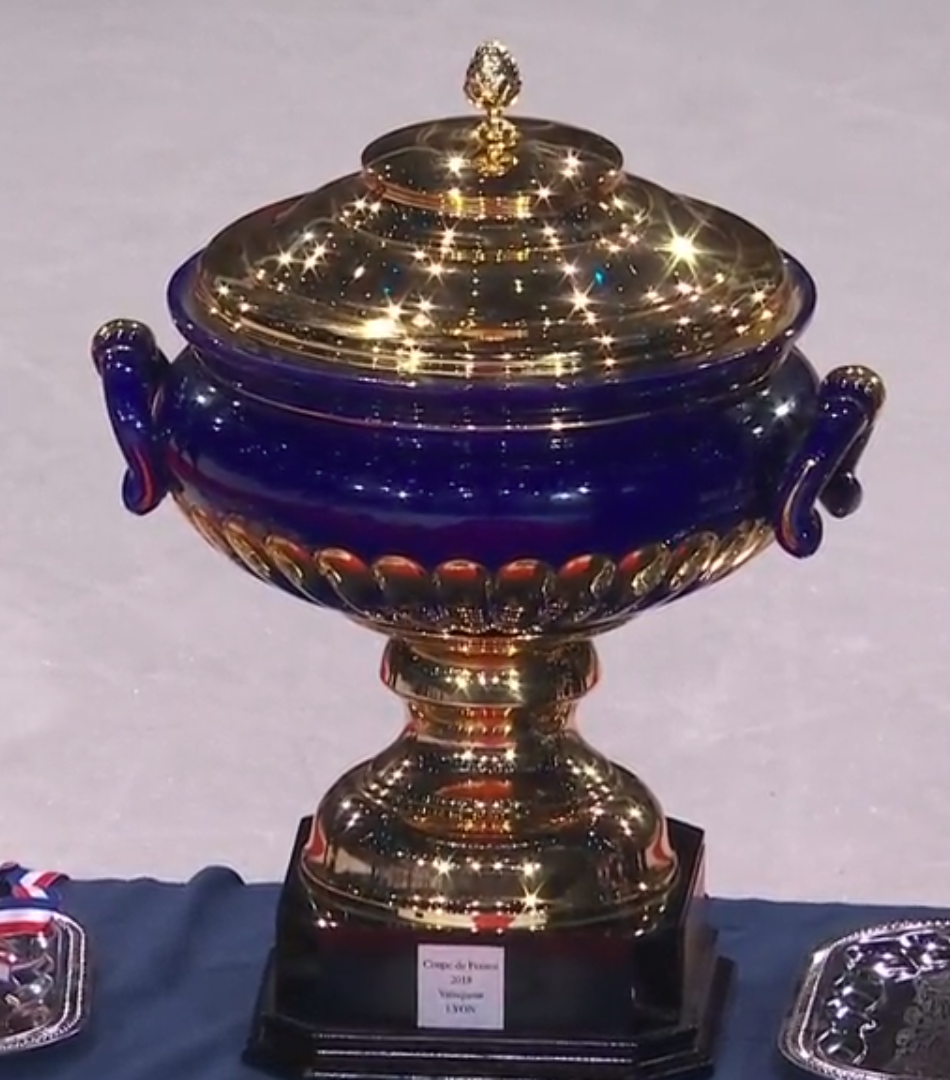
L'ancien trophée de la Coupe de France de hockey sur glace (1972-2022).

| 1  | 1972 | Chamonix HC                                              | 8-2                                                      | Ours de Villard-de-Lans                                  | Lyon                                                     |                                                          |  |  |
| 2  | 1973 | Chamonix HC(2)                                           | -                                                        | ?                                                        |                                                          |                                                          |  |  |
| 3  | 1974 | Chamonix HC(3)                                           | -                                                        | ?                                                        |                                                          |                                                          |  |  |
| 4  | 1975 | Mammouths de Tours                                       | 4-3                                                      | Nordiques de Croix                                       |                                                          |                                                          |  |  |
| 5  | 1976 | Aigles de Saint-Gervais                                  | 12-6                                                     | Hockey Club de Caen                                      | Patinoire Trimolet - Dijon                               |                                                          |  |  |
| 6  | 1977 | Ours de Villard-de-Lans                                  | 5-4                                                      | Mammouths de Tours                                       |                                                          |                                                          |  |  |
| 7  | 1978 | Mammouths de Tours (2)                                   | 6-4 a. p.                                                | Nordiques de Croix                                       | Patinoire de Colombes - Colombes                         |                                                          |  |  |
| 8  | 1979 | Nice HC                                                  | 5-4                                                      | Dunkerque                                                | Dijon                                                    |                                                          |  |  |
| 9  | 1980 | Pralognan-la-Vanoise                                     | 9-7                                                      | AS Meudon                                                | Lyon                                                     |                                                          |  |  |
| 10 | 1981 | Aigles de Saint-Gervais (2)                              | 8-4 8-5                                                  | Mammouths de Tours                                       |                                                          |                                                          |  |  |
| 11 | 1982 | Clermont-Auvergne HC                                     | 3-2                                                      | Ducs d'Angers                                            |                                                          |                                                          |  |  |
|    |      |                                                          |                                                          |                                                          |                                                          |                                                          |  |  |
| 12 | 1984 | US Orléans                                               | 6-2                                                      | Clermont-Auvergne HC                                     | Dijon                                                    |                                                          |  |  |
|    |      |                                                          |                                                          |                                                          |                                                          |                                                          |  |  |
| 13 | 1987 | Français volants de Paris                                | 8-5                                                      | Mammouths de Tours                                       | Patinoire Municipale - Tours                             |                                                          |  |  |
|    |      |                                                          |                                                          |                                                          |                                                          |                                                          |  |  |
| 14 | 1994 | Brûleurs de loups de Grenoble                            | 5-4 a. p.                                                | Huskies de Chamonix                                      | Patinoire Clemenceau - Grenoble                          |                                                          |  |  |
|    |      |                                                          |                                                          |                                                          |                                                          |                                                          |  |  |
| 15 | 2000 | Léopards de Caen                                         | 4-1                                                      | Dragons de Rouen                                         | Patinoire olympique - Boulogne-Billancourt               | 2 200                                                    |  |  |
|    |      |                                                          |                                                          |                                                          |                                                          |                                                          |  |  |
| 16 | 2002 | Dragons de Rouen                                         | 8-1                                                      | Séquanes de Besançon                                     | Patinoire Lafayette - Besançon                           |                                                          |  |  |
| 17 | 2003 | Ours de Villard-de-Lans (2)                              | 3-2 a. p.                                                | Orques d'Anglet                                          | Patinoire des Fins - Annecy                              | 1 600                                                    |  |  |
| 18 | 2004 | Dragons de Rouen (2)                                     | 5-1                                                      | Brûleurs de loups de Grenoble                            | Pôle Sud - Grenoble                                      | 3 500                                                    |  |  |
| 19 | 2005 | Dragons de Rouen (3)                                     | 4-3                                                      | Diables rouges de Briançon                               | Patinoire de Méribel                                     | 2 225                                                    |  |  |
| 20 | 2006 | Ducs de Dijon                                            | 3-2 a. p.                                                | Diables rouges de Briançon                               | Patinoire de Méribel                                     | 2 500                                                    |  |  |
| 21 | 2007 | Ducs d'Angers                                            | 4-1                                                      | Dauphins d'Épinal                                        | Palais omnisports de Paris-Bercy                         | 12 215                                                   |  |  |
| 22 | 2008 | Brûleurs de loups de Grenoble (2)                        | 3-2 fus                                                  | Dragons de Rouen                                         | Palais omnisports de Paris-Bercy                         | 12 904                                                   |  |  |
| 23 | 2009 | Brûleurs de loups de Grenoble (3)                        | 6-1                                                      | Ducs de Dijon                                            | Palais omnisports de Paris-Bercy                         | 12 500                                                   |  |  |
| 24 | 2010 | Diables rouges de Briançon                               | 2-1 fus                                                  | Dragons de Rouen                                         | Palais omnisports de Paris-Bercy                         | 13 359                                                   |  |  |
| 25 | 2011 | Dragons de Rouen (4)                                     | 5-4 fus                                                  | Ducs d'Angers                                            | Palais omnisports de Paris-Bercy                         | 13 364                                                   |  |  |
| 26 | 2012 | Ducs de Dijon (2)                                        | 7-6 a. p.                                                | Dragons de Rouen                                         | Palais omnisports de Paris-Bercy                         | 13 362                                                   |  |  |
| 27 | 2013 | Diables rouges de Briançon (2)                           | 2-1                                                      | Ducs d'Angers                                            | Palais omnisports de Paris-Bercy                         | 13 354                                                   |  |  |
| 28 | 2014 | Ducs d'Angers (2)                                        | 4-0                                                      | Dragons de Rouen                                         | Palais omnisports de Paris-Bercy                         | 13 357                                                   |  |  |
| 29 | 2015 | Dragons de Rouen (5)                                     | 5-3                                                      | Gothiques d'Amiens                                       | Palais omnisports Marseille Grand Est                    | 3 517                                                    |  |  |
| 30 | 2016 | Dragons de Rouen (6)                                     | 4-2                                                      | Brûleurs de loups de Grenoble                            | AccorHotels Arena - Paris                                | 10 020                                                   |  |  |
| 31 | 2017 | Brûleurs de loups de Grenoble (4)                        | 3-2 a. p.                                                | Dragons de Rouen                                         | AccorHotels Arena - Paris                                | 11 367                                                   |  |  |
| 32 | 2018 | Lions de Lyon                                            | 2-0                                                      | Rapaces de Gap                                           | AccorHotels Arena - Paris                                | 11 557                                                   |  |  |
| 33 | 2019 | Gothiques d'Amiens                                       | 3-2 a. p.                                                | Lions de Lyon                                            | AccorHotels Arena - Paris                                | 9 769                                                    |  |  |
| 34 | 2020 | Gothiques d'Amiens (2)                                   | 3-2 a. p.                                                | Dragons de Rouen                                         | AccorHotels Arena - Paris                                | 13 877                                                   |  |  |
| 35 | 2021 | Compétition arrêtée en raison de la pandémie de COVID-19 | Compétition arrêtée en raison de la pandémie de COVID-19 | Compétition arrêtée en raison de la pandémie de COVID-19 | Compétition arrêtée en raison de la pandémie de COVID-19 | Compétition arrêtée en raison de la pandémie de COVID-19 |  |  |
| 36 | 2022 | Ducs d'Angers (3)                                        | 5-4 a. p.                                                | Rapaces de Gap                                           | Aren'Ice - Cergy-Pontoise                                | 2 000                                                    |  |  |
| 37 | 2023 | Brûleurs de loups de Grenoble (5)                        | 3-2                                                      | Rapaces de Gap                                           | AccorHotels Arena - Paris                                | 13 877                                                   |  |  |
| 38 | 2024 | Brûleurs de loups de Grenoble (6)                        | 7-4                                                      | Corsaires de Dunkerque                                   | AccorHotels Arena - Paris                                | 13 877                                                   |  |  |
| 39 | 2025 | Ducs d'Angers (4)                                        | 3-2                                                      | Brûleurs de loups de Grenoble                            | AccorHotels Arena - Paris                                | 13 800                                                   |  |  |

## Palmarès
| Rang | Clubs                         | Titres (éditions)                      | Finales perdues |
| ---- | ----------------------------- | -------------------------------------- | --------------- |
| 1    | Dragons de Rouen              | 6 (2002, 2004, 2005, 2011, 2015, 2016) | 7               |
| 2    | Brûleurs de loups de Grenoble | 6 (1994, 2008, 2009, 2017, 2023, 2024) | 6               |
| 3    | Ducs d'Angers                 | 4 (2007, 2014, 2022, 2025)             | 3               |
| 4    | Chamonix HC                   | 3 (1972, 1973, 1974)                   | 1               |
| 5    | Mammouths de Tours            | 2 (1975, 1978)                         | 3               |
| 6    | Diables rouges de Briançon    | 2 (2010, 2013)                         | 2               |
| 7    | Dijon Hockey Club             | 2 (2006, 2012)                         | 1               |
| 7    | Gothiques d'Amiens            | 2 (2019, 2020)                         | 1               |
| 9    | Aigles de Saint-Gervais       | 2 (1976, 1981)                         | 0               |
| 9    | Ours de Villard-de-Lans       | 2 (1977, 2003)                         | 0               |
| 11   | Nice HC                       | 1 (1979)                               | 0               |
| 11   | Pralognan-la-Vanoise          | 1 (1980)                               | 0               |
| 11   | Clermont-Auvergne HC          | 1 (1982)                               | 1               |
| 11   | US Orléans                    | 1 (1984)                               | 0               |
| 11   | Français volants de Paris     | 1 (1987)                               | 0               |
| 11   | Léopards de Caen              | 1 (2000)                               | 0               |
| 11   | Lions de Lyon                 | 1 (2018)                               | 1               |